# Candelariales
De geelkorstachtigen (Candelariales) vormen een orde van Candelariomycetes.

## Taxonomie
De taxonomische indeling van de Candelariales is als volgt:
- Familie: Candelariaceae
- Familie: Pycnoraceae